# X-ファイル シーズン7
『X-ファイル』のシーズン7（全22話）は1999年11月7日にFOXでの放送が始まり、2000年5月21日に放送が終了した。